# Konoe Motozane
Konoe Motozane (近衛 基実) (né en 1143, mort le 23 août 1166), fils de Fujiwara no Tadamichi, est un noble de cour japonais (Kugyō) de la fin de l'époque de Heian. Parmi ses fils on compte Konoe Motomichi et il a pour femmes une fille de  Fujiwara no Tadataka et une autre de Taira no Kiyomori. À l'âge de 16 ans, il exerce la fonction de régent kampaku de l'empereur Nijō et devient chef du clan Fujiwara. Il meurt à 24 ans, l'année suivant sa prise de fonction de régent sesshō de l'empereur Rokujō. Ses descendants seront connus comme la famille Konoe, une des cinq familles des régents Fujiwara.

## Source de la traduction
- (en) Cet article est partiellement ou en totalité issu de l’article de Wikipédia en anglais intitulé « Konoe Motozane » (voir la liste des auteurs).